# Medea's afscheid (Feuerbach)
Medea's afscheid (Duits: Abschied der Medea) is een neoclassicistisch schilderij van de Duitse kunstschilder Anselm Feuerbach uit 1870, olieverf op linnen, 198 bij 395,5 centimeter groot. Het werk is eigendom van de Neue Pinakothek te München en beeldt een scène uit de Oud Griekse mythe van Medea uit. 

## Compositie
Wat direct opvalt aan de compositie van Medea's afscheid is de buitengewone statuur die Feuerbach aan Medea geeft. Samen met haar twee zonen is ze, in verhouding tot de andere figuren op het schilderij, duidelijk monumentaler en meer geprononceerd weergegeven, in de vorm van een piramide die in omgekeerde vorm weer terugkomt in de opzet met de mannen en de boot rechts. De treurende figuur in het midden vormt een soort verticale verbinding tussen beide driehoeken. Ook Medea's kleding benadrukt haar bijzondere positie, in contrast tot de halfnaakte zeelui. Waar de zeelieden hard moeten werken doet Medea zelf niets, wat de verheffing van haar statuur nog versterkt. Ogenschijnlijk en op het eerste gezicht lijkt een harmonieuze relatie tussen de moeder en haar kinderen te worden benadrukt, een gelukkig familietafereel, maar de huilende vrouw in het midden doet al anders vermoeden. De naam Medea staat namelijk synoniem met een gruwelijke kindermoord.

## De mythe van Medea
De mythe van Medea verhaalt van Jason en de Argonauten die naar Colchis trokken om daar het gulden vlies op te halen. Aietes, de koning van Colchis, was echter niet van zins het af te staan, maar Medea, zijn dochter, werd verliefd op Jason en besloot hem te helpen. In ruil daarvoor beloofde hij haar tot zijn vrouw te maken en mee te nemen naar Griekenland. Dankzij de tovermiddelen van Medea wist Jason de onmogelijke opdrachten die Aietes hem had gegeven, te volbrengen en slaagde hij er ook in de draak die het Gulden vlies bewaakte te verslaan, waarbij Medea haar eigen broer vermoordde. Aldus bemachtigde hij het vlies en keerde samen met Medea terug naar Griekenland. Hij trouwde met haar, als beloofd, en Medea baarde hem vervolgens twee zonen.

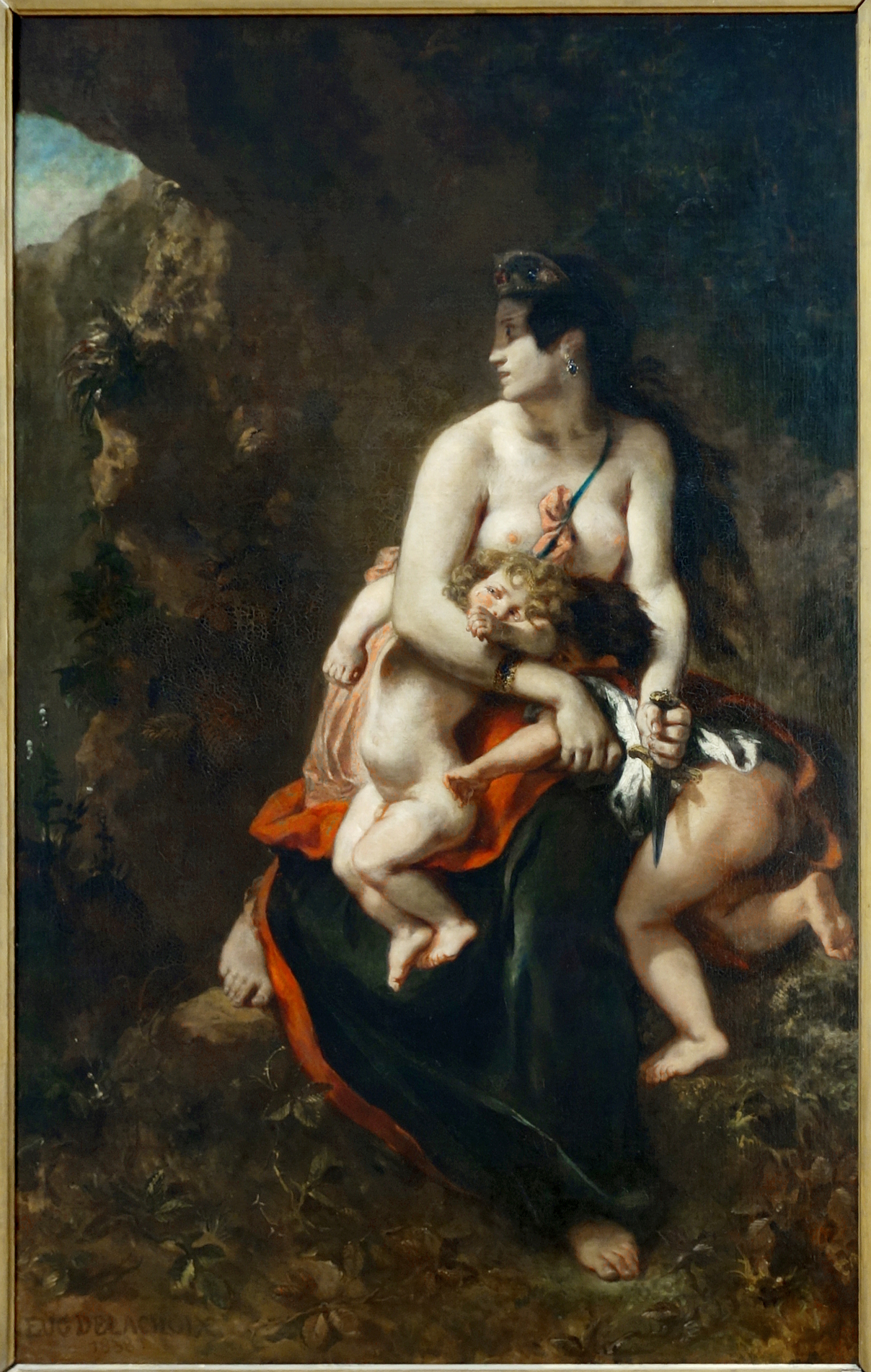
Medea, door Delacroix, 1838

Tien jaar later echter verliet Jason Medea voor de dochter van de Creon van Korinthe, door welke verbintenis hij zelf koning kom worden. De zelfbewuste Medea voelde zich verraden en diep beledigd. Ze was furieus, temeer omdat ze niet naar haar vaderland terug kon vanwege de moord op haar broer. Uiteindelijk vergiftigde ze Jasons nieuwe geliefde en vermoordde ook haar twee zonen, omdat het zijn kinderen waren. Ze legde haar zonen vervolgens in een wagen die door een draak omhoog werd getrokken, 'tot boven het menselijk oordeel'. Zelf reisde ze naar Athene, waar ze de koning trouwt en haar avonturen vervolgde.

## Medea in de kunstgeschiedenis
Medea is in de kunstgeschiedenis op uiteenlopende wijzen weergegeven, afhankelijk van het tijdsgewricht. Euripides maakte in de Griekse oudheid een toneelstuk naar het verhaal, waarvan de strekking was dat vrouwen die zich net zo zelfverzekerd opstellen als Medea alleen maar kunnen vervallen tot barbarij. Ook Giovanni Boccaccio beschreef haar in de Middeleeuwen als een vrouw die alleen maar tot het kwade kon vervallen omdat ze zich tegen haar man had gekeerd. Eugène Delacroix schilderde Medea in 1838 als een furieuze halve wilde die zichzelf in waanzin heeft verloren, een schilderij dat Feuerbach in Parijs moet hebben gezien. Meer recent beschreef Christa Wolf Medea vanuit een feministisch oogpunt in een roman, de kracht benadrukkend om op te staan tegen haar man, de bloedige kindermoord echter uit haar verhaal weglatend.

## Feuerbachs interpretatie van Medea

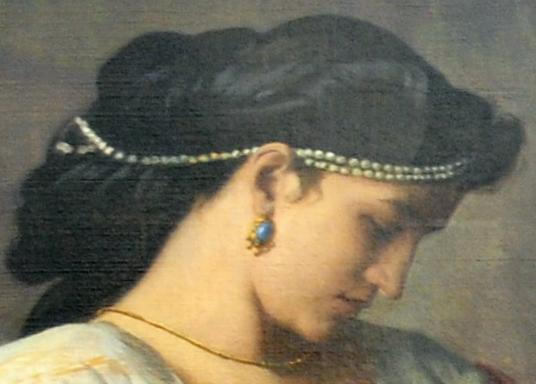
Medea's 'innerlijke roerselen', detail

Feuerbach schilderde zijn Medea-interpretatie na het zien van een toneelstuk van Ernest Legouvé (1807-1903), die Medea, in lijn met het schilderij van Delacroix, neerzet als een halve wilde. Feuerbach, zo blijkt ook uit zijn correspondentie, geeft er echter een geheel eigen, meer psychologische interpretatie aan. Er is op het schilderij geen enkele verwijzing te zien naar de toekomstige bloedige daad. Medea is verzonken in een door de kustlijn weerspiegeld gepeins en denkt over het vergiftigen van de nieuwe geliefde van haar man. Ze weet nog niet of ze ook haar kinderen wil vermoorden. Haar gezichtsuitdrukking is doortrokken van weemoed en tederheid, maar tegelijkertijd is haar grote innerlijke agitatie voelbaar in haar klassieke distantie. Ze ademt een sterke, koele berekening uit. Haar hele wezen weerspiegelt iets superieurs, bijna bovenmenselijk.

## Interpretaties van Feuerbachs werk
Kunstcritici hebben later gewezen op een parallel met de persoonlijke situatie van Feuerbach in de periode toen hij Medea's vaarwel schilderde. Hij was tot zijn groot verdriet verlaten door zijn geliefde maîtresse Nanna Rici en had in de hier als Medea afgebeelde Lucia Brunnacci net een nieuw model gevonden. De uitdrukking van woede vermengd met weemoed zou een weerspiegeling kunnen zijn van zijn eigen gevoelens uit die tijd.
Andere critici wijzen op de weerspiegeling in Medea van Feuerbachs relatie met zijn stiefmoeder Henriette, tot wie hij altijd een ongedefinieerd en niet te vervullen liefdesgevoel moet hebben gevoeld, weerspiegeld in de afstandelijkheid van zijn Medea-portrettering, maar ook te zien in veel van zijn andere werken.
Meer in het algemeen wordt Medea's vaarwel ook wel gezien als een symbool van de positie van de intelligente burgervrouw in de negentiende eeuw, die sterk afhankelijk was van de man. Net als in Henrik Ibsens Een poppenhuis en Theodor Fontanes Effi Briest is in Feuerbachs schilderij een zekere opstandigheid herkenbaar, een zich aankondigende catastrofe ook, welke vrouwelijke museumbezoekers bewust of onbewust moet hebben aangesproken.